# توتو تارزان
توتو تارزان (انگلیسی: Totò Tarzan) فیلمی به کارگردانی ماریو ماتولی است که در سال ۱۹۵۰ منتشر شد.

## بازیگران
- توتو
- ماریلین بوفرد
- آلبا آرنووا
- آدریانا سرا
- ویرا سیلنتی
- لوئیجی پاوزه
- گالئاتسو بنتی
- آلدو گیفره
- نینو وینجلی
- سوفیا لورن
- گوئی‌یلمو اینگلسه
- برونو کورلی
- کلارا بیندی
- ادواردو پاسارلی
- تینو بواتسلی
- ماریو کاستلانی
- ماریو سیلتی
- انریکو لوتسی
- توتو مینیونه